# Bibliothek von Pergamon

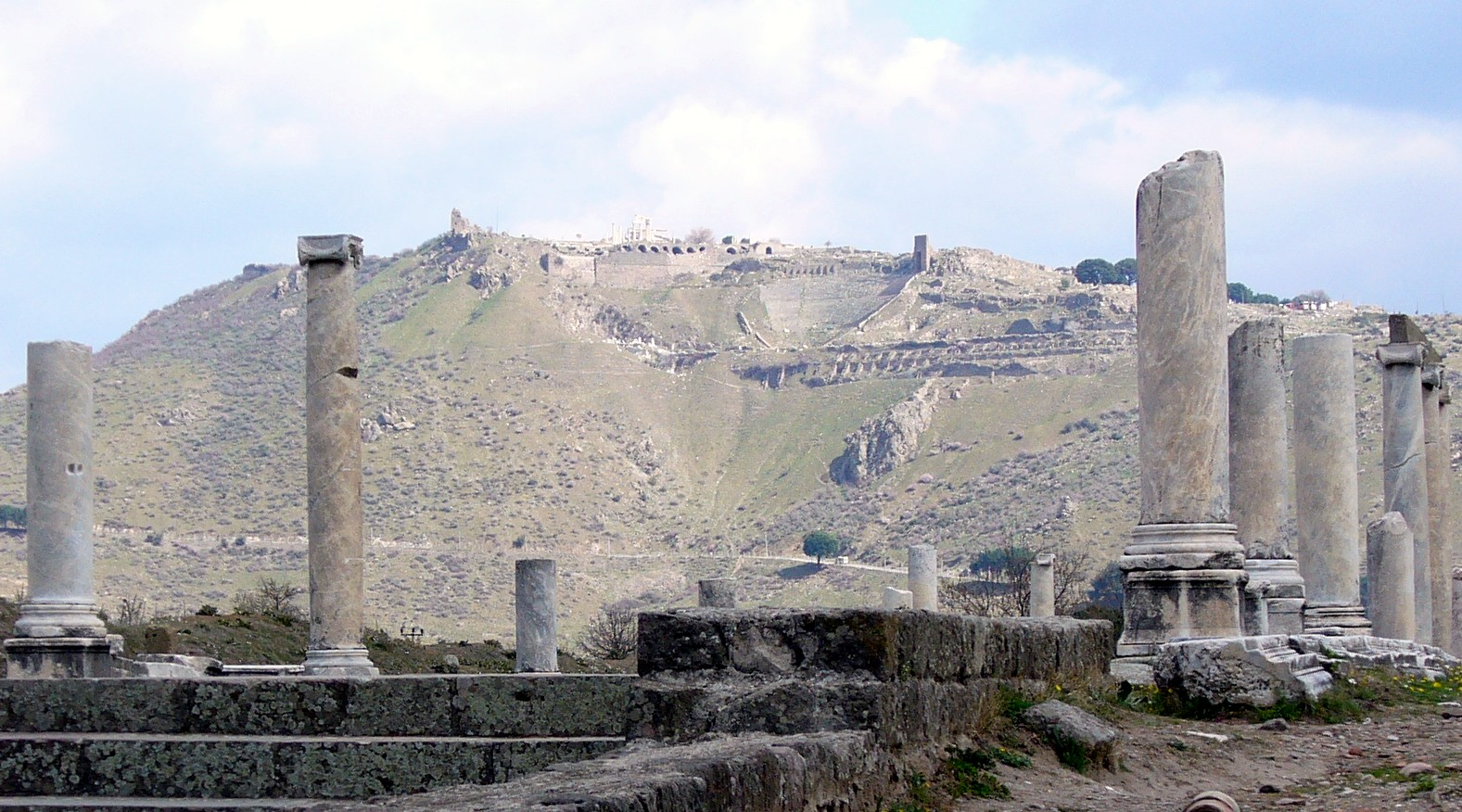
Der Burgberg des antiken Pergamon, auf dem sich die Bibliothek befand (1991)

Die Bibliothek von Pergamon war eine der bedeutendsten antiken Bibliotheken. Sie befand sich in der griechischen Stadt Pergamon, dem heutigen Bergama in der Türkei. Gegründet wurde sie um 200 v. Chr., der Zeitpunkt ihres Endes ist ungeklärt und fällt möglicherweise ins 1. Jahrhundert v. Chr. Es gibt nur wenige Informationen über die Bibliothek von Pergamon, die sich in antiken literarischen Quellen finden. In den frühen 1880er Jahren wurden Gebäudereste freigelegt, bei denen es sich nach mehrheitlicher, aber unter den Forschern umstrittener Ansicht um die Überreste der Bibliothek handelt.
Über ihre Größe ist nichts Genaues bekannt. Es ist aber anzunehmen, dass es sich um eine überregional bedeutende Bibliothek handelte, die möglicherweise an die 200.000 Schriftrollen fasste. In antiken Texten wird ein Bibliothekskatalog erwähnt, in dem die in der Bibliothek vorhandenen Schriftrollen verzeichnet waren. Der Katalog selbst ist nicht erhalten.
Die Bibliothek entstand zur Zeit des Hellenismus und befand sich in einer der wichtigsten Städte dieser Periode. Pergamon war die Hauptstadt des pergamenischen Reiches. Ebenso wie die anderen hellenistischen Bibliotheken wurde diese von Herrschern erbaut und betrieben. Sie diente im Rahmen der Kulturpolitik der Attaliden wohl auch repräsentativen Zwecken und befand sich wie die Bibliothek von Alexandria in unmittelbarer Nähe der Königspaläste. Handelt es sich bei den Überresten tatsächlich um die Bibliothek, so war sie Teil des Athenaheiligtums, das wie andere bedeutende Bauten auf dem Burgberg Pergamons lag.

## Überlieferung
Die schriftlich überlieferten Informationen zur Bibliothek von Pergamon sind äußerst spärlich. Es gibt rund 15 Textstellen antiker Autoren, wobei die Bibliothek oft nur kurz erwähnt wird. Zwei beim Gymnasion von Pergamon gefundene Steininschriften, auf denen eine Bibliothek erwähnt wird, beziehen sich vermutlich nicht auf die Bibliothek von Pergamon, sondern auf eine im Gymnasion gelegene Schulbibliothek.

## Ausgrabung

### Lage

Grabungsplan des Athenaheiligtums, um 1885. In den vier Räumen über der nördlichen Stoa befand sich die Bibliothek.

Die Überreste der Bibliothek befinden sich auf der Hochfläche des Burgbergs von Pergamon, auf dem zahlreiche wichtige Bauten standen. So befanden sich in der Umgebung der Bibliothek bedeutende Heiligtümer und die Paläste der Könige. An den Hängen und am Fuß des Berges schlossen sich die Wohnviertel der Stadt an.
Innerhalb dieses eng ausgebauten Hochplateaus lag auch der älteste Tempel der Stadt, der Tempel der Athena. Ihn umgaben an drei Seiten in späterer Zeit errichtete zweistöckige Säulenhallen, an der vierten Seite befand sich unterhalb des mit Stützmauern gesicherten Steilhanges das Theater von Pergamon. Die Säulenhallen samt dem Hof, in dem sich außer dem Tempel auch Statuendenkmäler befanden, bildeten das Heiligtum der Athena. Die Bibliotheksräumlichkeiten schlossen sich direkt an die nördliche der Säulenhallen des Heiligtums an, durch deren Obergeschoss sie auch betreten wurden. Unterhalb der Bibliotheksräume und direkt an das Untergeschoss der Säulenhalle anschließend befindet sich Felsgestein.

### Überreste

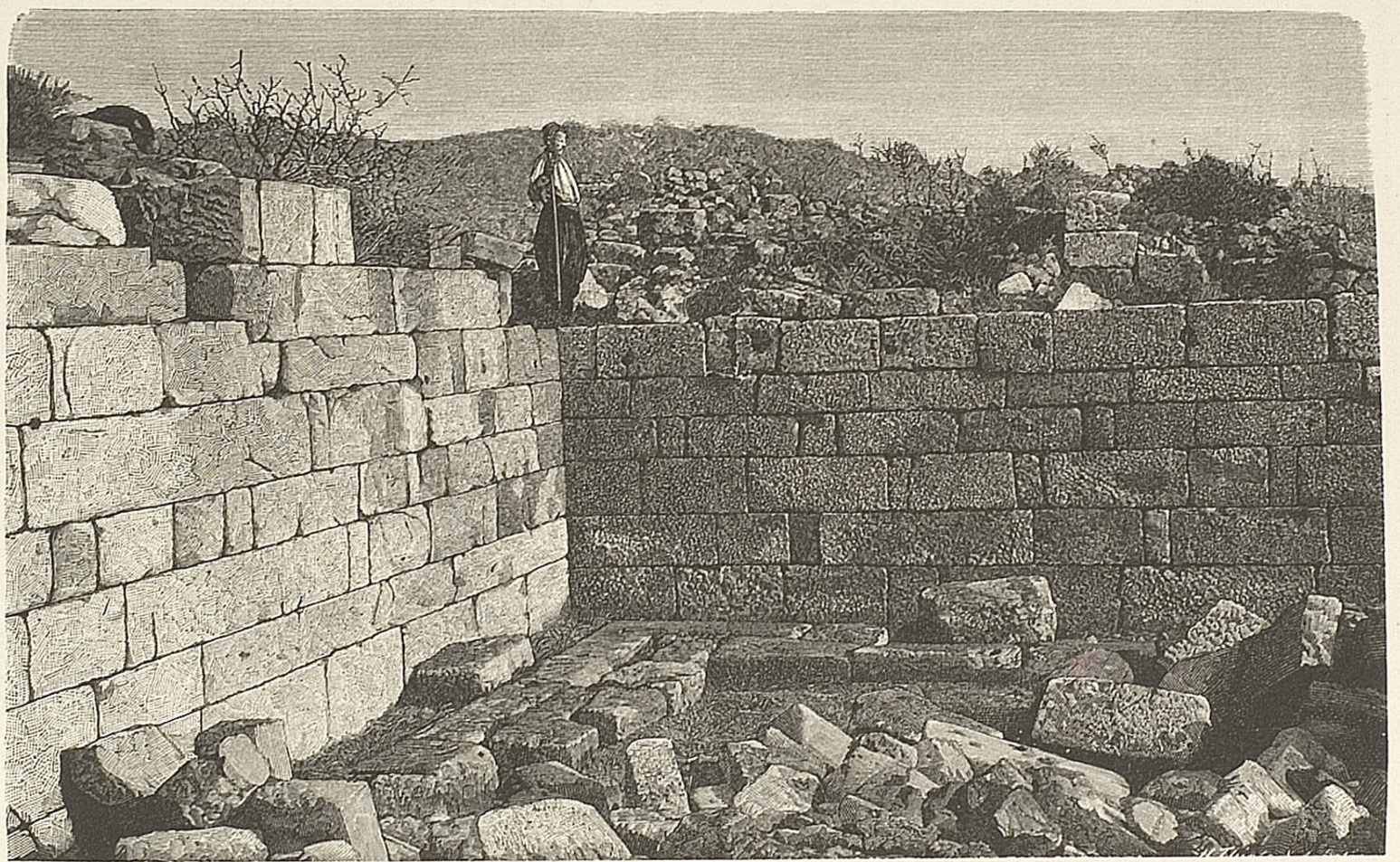
Die nordwestliche Ecke der großen Bibliothekshalle vor der Ausgrabung in den 1880er Jahren

Unter der Bibliothek befand sich Fels, davor lag eine zweistöckige Säulenhalle, über deren Obergeschoss man die Bibliothek betrat (Rekonstruktion, 1885)

Das Athenaheiligtum wurde kurz nach 1880 von deutschen Archäologen freigelegt. Die Bibliothek bestand aus einer großen Halle von 16,95 × 13,53 m und drei kleineren, unterschiedlich großen Räumen von je etwa 90 Quadratmetern. Von der großen Halle sind teilweise intakte Mauerreste aus dem in Pergamon anstehenden Trachytgestein erhalten.
Außer den Mauerresten fand man eine einen Meter breite und 50 Zentimeter hohe Steinlage. Sie verlief in einem Abstand von etwa einem halben Meter entlang von drei Wänden. Es wird vermutet, dass auf diesem steinernen Fundament Holzregale für die Schriftrollen angebracht waren. Vor den östlichen Teilen des Fundaments hat sich eine schmale, in den Felsboden gehauene Wasserrinne für unbekannte Zwecke erhalten, samt zwei Erweiterungen zum Eingießen oder Abschöpfen. In der Südostecke fand man eine tief in den Fels gehauene Zisterne. In der Mitte des nördlich gelegenen Fundamentabschnitts verdoppelt sich dessen Breite auf einer Länge von rund 2,70 Metern. Löcher in den Wänden haben möglicherweise zur Befestigung von Regalen gedient.
Da Athenastatuen in Quellen als Bibliotheksschmuck erwähnt werden, ist der Fund einer 3,10 Meter großen Nachbildung der Athena Parthenos besonders erwähnenswert. Sie wurde zwei Meter über dem Fußboden im Schutt der großen Halle gefunden und könnte auf dem Vorsprung des Fundaments im Norden der Halle gestanden haben. Des Weiteren fanden sich kleinere Statuen und Deckplatten, die möglicherweise Gehäuse bildeten, welche Statuetten oder auch Schriftrollen enthalten haben könnten.
An dem Torbau, durch den man ins Heiligtum der Athena gelangte, befanden sich Ornamente, die neben anderen Motiven auch Eulen zeigen. Sie werden vereinzelt als Zeichen für die Bibliothek gedeutet.

## Organisation

### Bestandsgröße, Erwerbung von Schriftrollen und Bibliothekskatalog
Über den Bestand an Schriftrollen können heute nur Vermutungen angestellt werden. In einer Quelle ist von 200.000 Schriftrollen aus pergamenischen Bibliotheken die Rede. Marcus Antonius soll sie in den 30er Jahren des 1. Jahrhunderts v. Chr., also rund 100 Jahre nach der Eingliederung Pergamons ins Römische Reich, an Kleopatra VII. und die alexandrinische Bibliothek verschenkt haben. Diese Geschichte gilt allgemein als Legende, ermöglicht aber Rückschlüsse auf die Bestandsgröße. Generell urteilt die Forschung, dass ein Bestand von 200.000 Rollen für eine antike Bibliothek eine vorstellbare Größe ist. Die größte antike Bibliothek, diejenige von Alexandria, soll sogar über 400.000 bis 500.000 Rollen verfügt haben.
Von der Erwerbungspolitik der Pergamener ist überliefert, dass versucht wurde, auch besonders alte Schriften zu kaufen. Demnach sind in Pergamon bis zu 300 Jahre alte Schriftrollen, einzelne Papyri und beschriftetes Limonenholz gesammelt und aufbewahrt worden. Es wird auch berichtet, dass für den Aufbau der Bibliothek im ganzen Reich Schriften gesucht wurden. Aufgrund der aggressiven Erwerbungspolitik sei die Bibliothek des Aristoteles, die sich damals in der Stadt Skepsis befand, von ihren privaten Besitzern unter der Erde versteckt worden. Von einer Bemerkung des Arztes Galenos könnte auf ein Geschenk an die Bibliothek rückgeschlossen werden. Er berichtet, dass er seine Bücher in Pergamon zurückgelassen habe, als er nach Rom übersiedelte.
Die Größe der Bibliothek machte Ordnungssysteme notwendig, die es ermöglichten, ein gewünschtes Werk aus der Masse herauszusuchen oder die verfügbare Literatur zu einem bestimmten Thema ausfindig zu machen. So gibt es für einen Bibliothekskatalog der Bibliothek von Pergamon drei explizite Quellenbelege. Von einer Schrift wird berichtet, dass sie in den Verzeichnissen (pinakes) von Pergamon als Werk eines Kallikrates geführt wurde, und von einer Rede des Demosthenes, dass sie in den Verzeichnissen von Alexandria und Pergamon unter dem Titel Über die Besteuerungsklassen eingetragen war. Eine dritte Erwähnung des Katalogs findet sich bei dem Redner und Schriftsteller Athenaios.

### Personal, Bibliotheksbenutzer und Unterhaltsträger

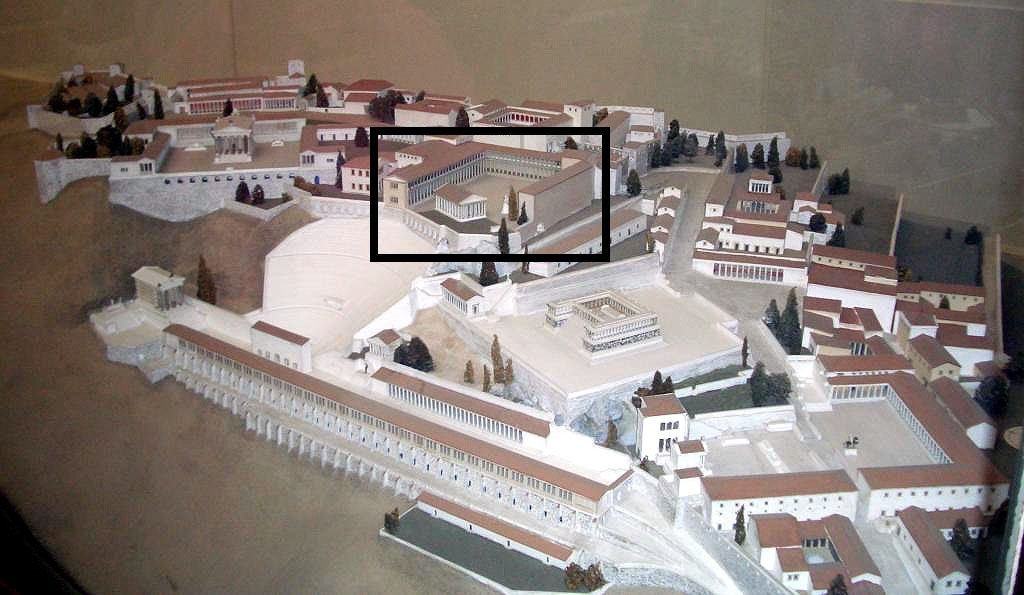
Modell des Burgbergs im Berliner Pergamonmuseum, schwarz eingerahmt das Athenaheiligtum

Das Bibliothekspersonal ist weitgehend unbekannt. Vermutlich handelte es sich wie in Alexandria um namhafte Gelehrte, die in einer engeren Beziehung zum Herrscherhaus standen. Als Leiter der Bibliothek bezeugt ist lediglich der Philosoph Athenodoros Kordylion. Ein anderer Bericht legt nahe, dass auch der Philosoph und Grammatiker Krates von Mallos an der Bibliothek angestellt war oder zumindest in einem engen Kontakt zu ihr stand. Anzunehmen ist, dass die Bibliothek vorrangig von den in Pergamon ansässigen Wissenschaftlern benutzt wurde. In Frage kommen neben den beiden Genannten beispielsweise der Biograph Antigonos von Karystos, der Mathematiker Apollonios von Perge, der Autor einer Schrift über Kriegsmaschinen Biton und Polemon von Ilion, der Länderbeschreibungen verfasste. Wie in Alexandria wurden auch in Pergamon ältere Texte gesammelt und neu herausgegeben. Die pergamenischen Philologen haben bei ihren Textzusammenstellungen auch unverständliche Passagen der alten Texte übernommen, während die Alexandriner solche Stellen eher ausbesserten oder ganz wegließen.
Ob die königliche Bibliothek, wie Vitruv behauptet, der Öffentlichkeit zugänglich war, ist in der Forschung umstritten. Zu beachten ist, dass nur ein kleiner Teil der Bevölkerung alphabetisiert war und dass Schriftrollen teuer waren.
Der Bibliotheksbau und die kostspielige Sammlung von Schriftrollen wurden durch die Herrscher des Pergamenischen Reiches finanziert. Errichtung und Erhaltung waren Teil einer größer angelegten regen Kulturpolitik der Könige. Die Bibliothek befand sich in unmittelbarer Nähe des östlich von ihr gelegenen Königsviertels (basileia) der Stadt.

## Geschichte
Welcher Herrscher die Bibliothek gründete, ist nicht geklärt. Möglicherweise war es bereits Attalos I., der Pergamon von 241 bis 197 v. Chr. regierte. Der Geograph Strabon nennt jedoch Attalos’ Sohn und Nachfolger Eumenes II. als Gründer. Möglicherweise sorgte der Vater für eine erste Sammlung von Schriftrollen, während der Sohn einen eigenen Bibliotheksbau errichten ließ und den Betrieb organisierte.
Nach antiken Berichten bestand zwischen den Bibliotheken von Pergamon und Alexandria ein Wettstreit. Demnach haben die Herrscher beider Reiche beim kostspieligen Erwerb möglichst vieler Schriftrollen rivalisiert. Diese Konkurrenz ließ den Buchhandel zu einem lukrativen Geschäft werden und hatte zur Folge, dass auch nachlässig erstellte Abschriften und Fälschungen produziert und an die Bibliotheken verkauft wurden. Die Rivalität soll dabei so weit gegangen sein, dass der ptolemäische König die Ausfuhr des wichtigsten Beschreibstoffes, des Papyrus, aus Ägypten verbot. Darauf habe Pergamon mit der Erfindung des Beschreibstoffes Pergament reagiert, was historisch allerdings sicher falsch ist, da Pergament bereits lange zuvor verwendet wurde. Möglich ist aber, dass damals in Pergamon die Pergamentproduktion verbessert oder zumindest gesteigert wurde. Eine andere Quelle berichtet von derselben Rivalität, in die auch zwei Gelehrte verwickelt waren. Als Zeichen ihrer Akzeptanz der römischen Vorherrschaft versendeten König Ptolemaios und der Grammatiker Aristarchos Papyrus als Geschenk an Rom. Dem Bericht zufolge übertrafen ihre pergamenischen Gegenspieler Attalos und Krates von Mallos daraufhin die beiden Ägypter, indem sie besonders gut gefertigtes Pergament nach Rom schickten.
Im Jahr 133 v. Chr. erbten die Römer das Pergamenische Reich. Über das Ende der Bibliothek geben weder die Schriftquellen noch der archäologische Befund Aufschluss. Einzelne Forscher haben trotzdem Vermutungen geäußert, etwa dass wohlhabende Römer die Schriftrollen im 1. Jahrhundert v. Chr. nach Rom bringen ließen, auch dass der Bestand im 4. Jahrhundert in die Kaiserliche Bibliothek von Konstantinopel fortgeschafft wurde oder dass er der Zerstörung paganer Kulturgüter unter Kaiser Justinian I. im 6. Jahrhundert zum Opfer fiel.

## Forschungsgeschichte
Neben einigen wenigen Darstellungen der spärlichen literarischen Quellen und der archäologischen Funde beschränkt sich die altertumswissenschaftliche Auseinandersetzung mit der Thematik weitgehend auf die Erörterung der archäologischen Frage, ob die auf der Akropolis gefundenen Gebäudereste wirklich die bei antiken Autoren erwähnte Bibliothek von Pergamon umfassen. Direkt nach den Ausgrabungen waren Alexander Conze und Richard Bohn dieser Ansicht, die bis heute weitgehend dominiert, aber auch energischen Widerspruch hervorgerufen hat.
Conze und Bohn
Der Gebäudekomplex wurde in den frühen 1880er Jahren von Alexander Conze und Richard Bohn freigelegt, die wissenschaftlichen Ergebnisse wurden 1885 publiziert. Conze war der erste, der in den vier Räumen die in den literarischen Quellen genannte Bibliothek von Pergamon sah, Bohn schloss sich dieser Ansicht an. Sie gingen davon aus, dass an den Löchern Knaggen befestigt waren, die Bretter oder Holzregale stützten. Diese Vorrichtung ließ die Archäologen auf eine Nutzung der Halle als Lagerraum schließen. Erwogen wurde auch, dass die Regale auf dem steinernen Podium standen. Den Abstand zwischen den Mauern und dem Podium samt den Regalen erklärten sie damit, dass die Regale so von den möglicherweise feuchten Mauern abgetrennt werden konnten. Dass es sich um einen Lagerraum für Bücher handelte, ergab sich ihnen auch aus dem Fund der Athenastatue, da solche Statuen von einigen antiken Autoren mit Bibliotheken in Verbindung gebracht wurden. Weitere Argumente für ihre These lieferte die Analyse von gefundenen Inschriften, Statuen und Deckplatten, die als Gehäuse für Statuetten gedeutet wurden. Auch ein Vergleich mit anderen antiken Bibliotheksbauten ließ es Conze und Bohn plausibel erscheinen, dass es sich bei den Funden um eine Bibliothek handelt.
Die weitere Debatte
Der Bibliothekar und Philologe Karl Dziatzko befasste sich 1897 in seinem Beitrag für Paulys Realencyclopädie der classischen Altertumswissenschaft mit der Frage, ob tatsächlich alle vier Räume zu einer Bibliothek gehören. Er äußerte sich kritisch zur Interpretation Conzes und Bohns, lehnte sie aber nicht ausdrücklich ab. Ähnlich beurteilte Bernt Götze die Interpretation 1937 als plausibel, aber noch ungesichert. Im Jahr 1944 modifizierte Christian Callmer – wie zuvor schon Dziatzko und Götze – die Ausgangsinterpretation von Conze und Bohn erneut. Er nahm an, dass die große Halle nicht der Aufstellung von Regalen für Schriftrollen diente, sondern einem Versammlungs- und Festraum gleichkam. Die Schriftrollen seien in den drei angrenzenden Räumen untergebracht gewesen. Ähnliche Ansichten vertraten 1949 Carl Wendel, 1976 Doris Pinkwart, 1978 Elzbieta Makowiecka und 1981 Volker M. Strocka.
Lora Lee Johnson sprach sich 1984 gegen eine Deutung als Bibliothek aus und sah im Hauptraum einen Ausstellungssaal für Statuen. Der Archäologe Harald Mielsch nahm 1995 an, dass sich die literarisch bezeugte Bibliothek von Pergamon im Gymnasion von Pergamon befand, wo zwei Inschriften gefunden wurden, auf denen eine Bibliothek erwähnt wird. Er sah keinerlei Beweise für die Lokalisierung im Athenaheiligtum und deutete die dortigen Gebäudereste ähnlich wie Johnson als Schatzkammer des Heiligtums, dessen große Halle eine museumsartige Kunstsammlung mit Statuen beherbergt habe.
Im selben Jahr äußerte Harald Wolter-von dem Knesebeck die Ansicht, an den Löchern in der Wand sei eine Abschrift des Bibliothekskatalogs befestigt gewesen. Im Jahr 2000 nahm  Volker M. Strocka erneut Stellung und interpretierte den Hauptraum wieder als einen Speisesaal. Die Fundamente könnten demnach Klinen getragen haben. Ein Verteidiger der ursprünglichen Interpretation als Bibliothek von Pergamon ist Wolfram Hoepfner, der 1996 und 2002 zu dem Thema publizierte. Er widersprach den Vertretern der Gegenmeinung, modifizierte aber 2002 seine Interpretation dahingehend, dass die Löcher nicht Buchregale gestützt, sondern der Befestigung von Wasserrinnen gedient hätten. Eine Nachnutzung der Bibliothekshalle als Speisesaal in späterer Zeit erschien ihm plausibel.